# أوموجا
أوموجا هي ضاحية سكنية في مدينة نيروبي. تقع ضمن مقاطعة إمباكاسي الفرعية الأكبر ومنطقة إيستلاندز، نيروبي. تبلغ مساحتها حوالي 8.4 كيلومتر (5.2 ميل) شرق المنطقة التجارية المركزية في نيروبي. يتكون أوموجا من ثلاثة أحياء أصغر: أوموجا الأول، وأوموجا الثاني، وأوموجا إنيركور.

## الموقع
تقع أوموجا على بعد حوالي 8.4 كيلومتر (5.2 ميل) تقع على بُعد شرق منطقة الأعمال المركزية في نيروبي، ضمن منطقة إيستلاندز في إمباكاسي. تجاور ضواحي أخرى من ذوي الدخل المحدود والمتوسط، مثل بوروبورو، ودونهولم، وكاريوبانغي، وتينا. 

## ملخص
تم تكليف أوموجا من قبل لجنة مدينة نيروبي لتوفير السكن للسكان الحضريين المتزايدين، مع ذلك، ومع ندرة الأموال، سمح المجلس للسكان ببناء منازلهم الخاصة بشرط أن يدفعوا معدلات الأراضي السنوية. قد شهد هذا تحدي أوموجا والأحياء الأخرى في نيروبي للتخطيط الحضري الأولي، والبناء على المساحات المفتوحة، نتيجة للفساد والإفلات من العقاب داخل مجلس المدينة. أصبحت أوموجا الآن حيًا سكنيًا عالي الكثافة، ومنخفض الدخل إلى متوسط الدخل المنخفض في نيروبي. هي مقسمة إلى ثلاث مراحل: جنوب طريق كانجوندو وشرق الطريق الدائري الخارجي، تغطي أوموجا الأولى الأجزاء الشمالية والغربية، وأوموجا الثانية إلى الشرق، مع أوموجا إنركور كنوع من الجيب من الاثنين.
وفقًا لتعداد عام 2019، بلغ عدد سكان أوموجا 140,216 نسمة، منهم 64,256 في أوموجا 1 و75,960 في أوموجا 2. وبلغت الكثافة السكانية للحي 44,547 نسمة/ كم² على مساحة أرض تبلغ 3.1 كم².